# 七里河站 (兰州市)
七里河站是一个位于中华人民共和国甘肃省兰州市七里河区西湖街道西津东路与体育街交叉口西侧，属于兰州轨道交通1号线的地铁车站，于2019年6月23日开通。

## 车站结构

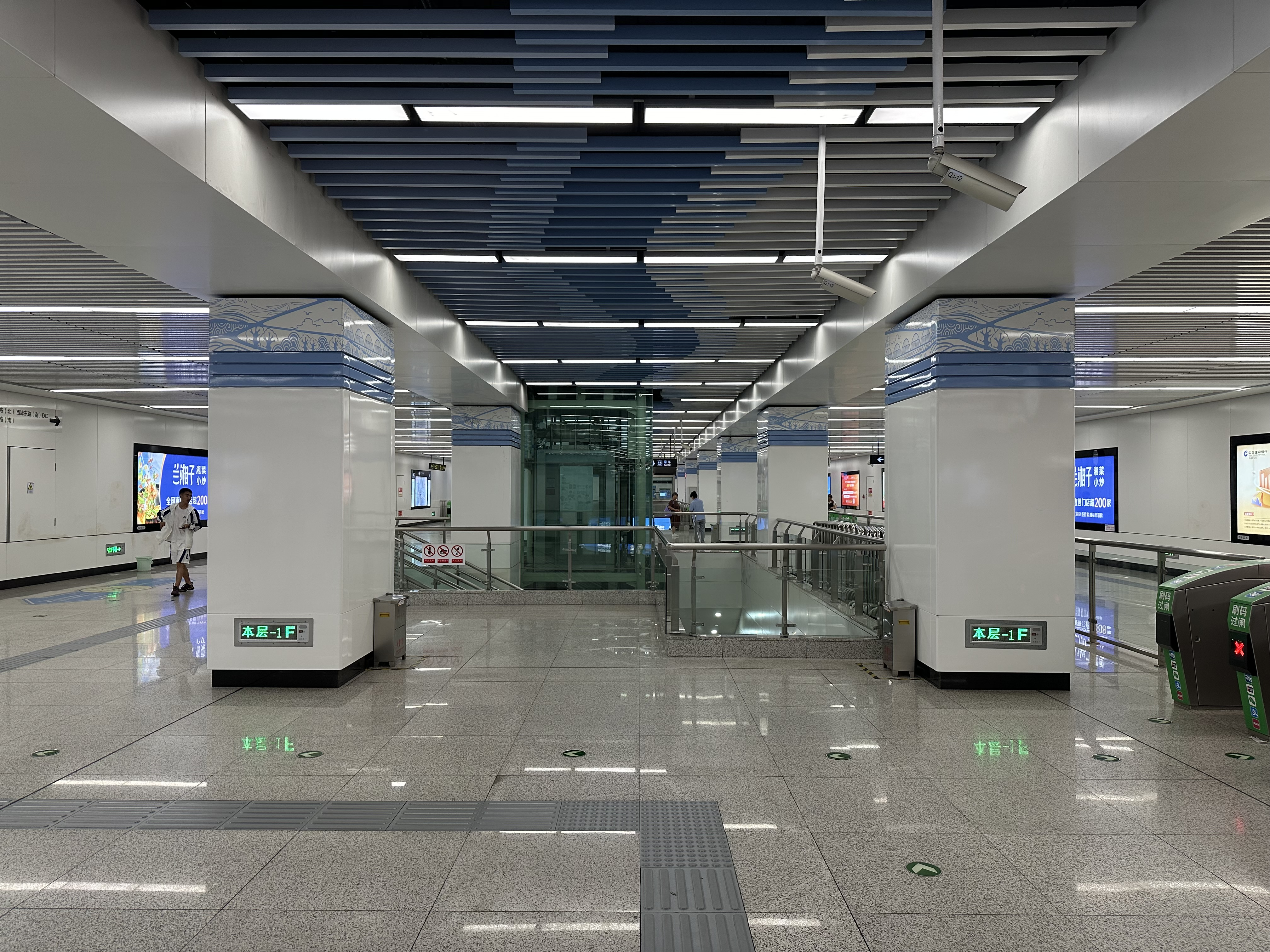
站厅

七里河站沿西津东路设置，为地下两层双柱三跨岛式站台车站，车站长230.5米，宽22.2米，车站地下一层为站厅层，地下二层为站台层。
| 地面              | 出入口 | B-D出入口                                                                                                 |
| 地下一层          | 站厅   | 客服中心、自动售票机、验票机                                                                              |
| 地下二层          | 站台层 | \| \| \| █ 1号线往陈官营（西站什字） \| \| 島式 · 開左邊车门 \| \| \| \| \| \| █ 1号线往东岗（小西湖） \| |
|                   |        | █ 1号线往陈官营（西站什字）                                                                               |
| 島式 · 開左邊车门 |        | |
|                   |        | █ 1号线往东岗（小西湖）                                                                                   |

## 车站出口
七里河站共设3个出口，各出口及周围设施如下所示：
| 编号                | 建议前往的目的地 | 照片 | 无障碍设施 |
| ------------------- | ---------------- | ---- | ---------- |
| B · 出口            | 西津东路北侧     |      | 不適用     |
| C · 出口 · （设有） | 西津东路南侧     |      |            |
| D · 出口            | 西津东路南侧     |      | 不適用     |
| 图例： 设有         |                  |      |            |

## 接驳交通

### 公交车
- 七里河桥：1路、18路、31路、32路、50路、53路、58路、106路、129路、136路、137路、158路

## 车站历史
- 2014年3月28日，车站开工。
- 2015年8月27日，车站主体结构封顶[2]。
- 2019年6月23日，车站随1号线一期工程通车开通[1]。